# Дейвид Бейкър
Дейвид Бейкър (на английски: David Baker) е американски биохимик.
Роден е на 6 октомври 1962 година в Сиатъл в еврейско семейство на физик и геофизичка. През 1984 година получава бакалавърска степен по биология в Харвардския университет, а през 1989 година защитава докторат по биохимия в Калифорнийския университет – Бъркли, след което специализира биофизика в Калифорнийския университет – Сан Франциско. От 1993 година преподава във Вашингтонския университет в Сиатъл, а от 2000 година работи и в Медицинския институт „Хауърд Хюз“. Изследванията му са най-вече в областта на създаването на методи за дизайн на протеини.
През 2024 година Бейкър получава половината Нобелова награда за химия „за изчислителния дизайн на протеини“.